# Lin Biao

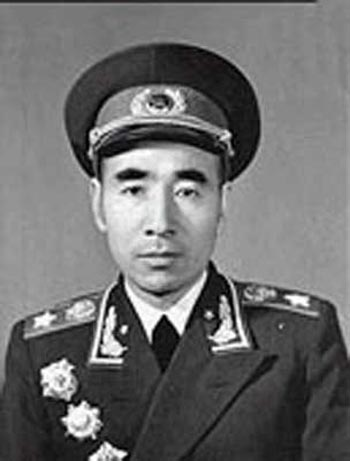
Lin Biao in 1955

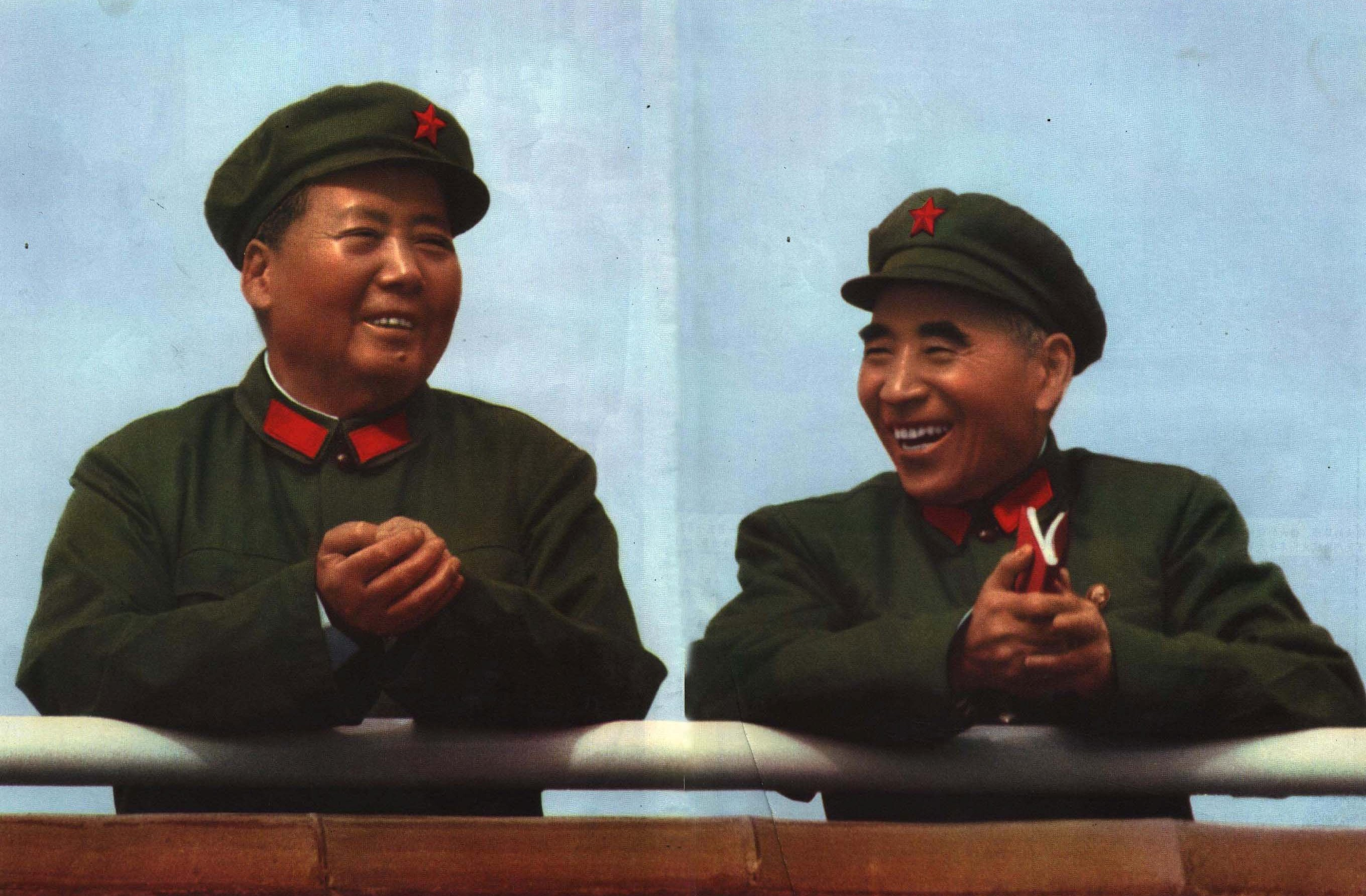
Mao en Lin Biao (1967)

Lin Biao (Chinees: 林彪; pinyin: Lín Biāo) (Huanggang, 5 december 1907 – Mongolië, 13 september 1971) was een Chinese militaire leider en politicus.

## Militaire en politieke carrière
Lin Biao was de zoon van een landheer uit de stadsagglomeratie Wuhan. In 1916 sloot hij zich aan bij de Socialistische Jeugdliga en later bij de Communistische Partij van China (CCP). Lin Biao studeerde aan de Militaire Academie van Whampoa en leerde Zhou Enlai, de latere communistische premier van China, kennen. Als militair in het gecombineerde communistisch/nationalistisch leger vocht hij tegen de krijgsheren die het in Noord-China voor het zeggen hadden. Na het conflict tussen Mao Zedong en de Kwomintang-leider Chiang Kai-shek kwam er een einde aan de communistische/nationalistische samenwerking.
Lin Biao werd een van de commandanten van het Chinese Rode Leger van Zhu De. Hij gaf de voorkeur aan een guerrilla-oorlogvoering boven een reguliere oorlogvoering. Spoedig daarna werd hij een van de belangrijkste generaals in het Chinese Rode Leger. Lin Biao nam deel aan de Lange Mars en werd daarna directeur van de Rode Academie te Yan'an. Tijdens de Tweede Wereldoorlog vochten de nationalisten van Chiang Kai-shek en de communisten gezamenlijk tegen de Japanse bezetter. Na de Tweede Wereldoorlog herleefde de vijandschap tussen de nationalisten en communisten en woedde de Chinese Burgeroorlog (1945-1949). Lin Biao werd bevelhebber van het Noordwestelijke Volksbevrijdingsleger en secretaris van het Noordoostelijke Bureau van de CCP. Zijn mannen wisten in 1948 Mantsjoerije te bezetten. In de jaren 1948-1949 veroverde het Noordwestelijke Volksbevrijdingsleger onder andere Peking en Wuhan. Zijn offensieven verdreven de nationalisten uit Noord-China.
Na de oprichting van de Volksrepubliek China in 1949 commandeerde Lin Biao de Chinese troepen tijdens de Koreaanse Oorlog. Vanaf 1955 was hij maarschalk en vanaf 1959 minister van Defensie. In 1958 werd hij lid van het Permanente Comité van het Politbureau. Lin Biao had de hand in de samenstelling van het Rode Boekje. Aanvankelijk steunde hij Mao's Culturele Revolutie (zonder Lin Biao's instemming als legerleider kon deze zelfs niet gestart worden) en hij was lid van Mao's kantoor voor de grote zuivering De Kleine Groep Voor De Culturele Revolutie.
Hij werd officieel aangewezen als Mao's opvolger op het 9e partijcongres van de Chinese Communistische Partij in 1969. 

## Einde
In augustus 1970 tijdens de jaarlijkse partijconferentie in Lushan, begreep Mao dat hij Lin te machtig had laten worden en deze een bedreiging voor zijn eigen macht werd. Lin Biao stond er namelijk op om Vice-President te worden naast Mao als President (terwijl Mao liever geen president meer had na de in ongenade gevallen Liu Shaoqi). Lin werd hierin bijgestaan door het hoofd van Mao's pretoriaanse garde, Wang Dongxing alsmede partijfilosoof Chen Boda die blijkbaar Lins wensen boven die van Mao stelden.
Na Lushan, beëindigd op 6 september, nam Mao de eerste maatregelen om Lins macht te beperken en zijn eigen veiligheid te garanderen. Mao diende zeer voorzichtig te opereren omdat hij zich niet kon veroorloven direct met Lin te breken. Lin en zijn persoonlijk netwerk van vertrouwelingen, tezamen met hun aanhang, waren vrijwel het gehele regime qua kader gaan bemannen tijdens de Culturele Revolutie. Lin begreep echter al gauw via zijn netwerk dat hij gevaar liep en liet ontsnappingsplannen opstellen. Zijn zoon 'Tijger' (hoge officier bij de Luchtmacht) stelde zelfs coupplannen op ('Schets voor Project 571' oftewel Chinees voor 'gewapende opstand') en ontwikkelde samen met enkele medestanders in het leger zware kritiek op Mao in vertrouwelijke documenten, waar Lin kennis van had maar zelf niet op heeft gereageerd.
Na half augustus 1971 was Mao klaar om Lin weg te zuiveren en Mao checkte voor de zekerheid veel hooggeplaatsten nog eens met uitspraken als 'Hij wil de partij splitsen en Lin kan niet wachten om de macht te grijpen'. Omdat Lins personeelsbenoemingen van vertrouwelingen hoofdzakelijk in het centrum (van de leiding en voornamelijk dus in Peking) hadden plaatsgevonden, reisde Mao op 14 augustus af met zijn speciale trein naar het zuiden om geheime ontmoetingen te hebben met partij-, overheids- en legerleiders in de provincies waarmee hij zich voornamelijk wilde verzekeren van de loyaliteit van de regionale en provinciale legercommandanten. 
Mao's manipulaties werden door vertrouwelingen op 6 september doorgegeven aan Lin Biao en zijn familie die het vluchtplan voor Hongkong al rond hadden. Ze werden echter verraden door hun maoïstisch geïndoctrineerde dochter DuoDuo (Lin Liheng). Lin, zijn vrouw en zoon "Tijger" vertrokken daarop (een uur na Mao's terugkeer in Peking) op 13 september overhaast in een gepantserde limousine naar het vliegveld Shanhaiguan en vandaar per vliegtuig naar de Sovjet-Unie omdat deze vlucht korter was. Het vliegtuig stortte echter neer in Mongolië, vermoedelijk door brandstofgebrek, omdat men nog niet klaar was met tanken op het moment van vertrek, waarbij iedereen omkwam. Mao had zich inmiddels in de Grote Hal van het Volk teruggetrokken met zijn complete garde en een extra bataljon veiligheidstroepen eromheen, omdat het onzeker was of er een militaire coup te verwachten viel.
Chen Boda werd weggezuiverd en Wang Dongxing schreef een zelfkritiek en verzoende zich met Mao.
In 1972 maakte de Chinese regering bekend dat Lin Biao betrokken was bij plannen voor een staatsgreep tegen Mao.
- Bibsys: 90167811
- Bibliothèque nationale de France: cb12172787c (data)
- Catàleg d'autoritats de noms i títols de Catalunya: 981058608208506706
- CiNii: DA14119169
- Gemeinsame Normdatei: 118573055
- International Standard Name Identifier: 0000 0001 1462 3477
- Library of Congress Control Number: n50062077
- Bibliotheek van het Japanse parlement: 00626841
- Nationale Bibliotheek van Tsjechië: js20091109009
- Nationale bibliotheek van Australië: 36732285
- Nationale Bibliotheek van Israël: 987007278329405171
- Nationale Bibliotheek van Polen: a0000002661363
- Nationale en Universitaire bibliotheek Zagreb: 000667819
- Nederlandse Thesaurus van Auteursnamen: 069384096
- Réseau des bibliothèques de Suisse occidentale: 02-A000105543
- LIBRIS: 71464
- Système universitaire de documentation: 027639533
- Trove: 1440069
- Virtual International Authority File: 88047076
- WorldCat: E39PBJjhyg3hkfPdyGWj8pbWXd